# Иван Шишман
Иван Шишма́н (болг. Иван Шишман) (ум. 3 июня 1395) — болгарский царь в 1371—1395; вместе с братом Иоанном-Срацимиром был одним из двух последних болгарских царей.

## Биография

### Ранняя жизнь
Родился в 1350 или 1351 году, будучи старшим сыном царя Ивана Александра (пр. 1331—1371) и его второй жены — перешедшей в православие еврейкой Сары-Теодоры.
Его рождение подняло вопрос о престолонаследии: от первой жены Теодоры Валахской у Ивана Александра были сыновья Иван Срацимир, Иван Асень и Михаил Асень (был провозглашен наследником престола), которые вскоре после восшесттвия на престол отца были провозглашены его сопровителями. Ранняя смерть Михаила в битве с турками-османами в 1355 году выдвинула вопрос о престолонаследии. Вполне вероятно, что Сара-Теодора оказала давление на мужа, чтобы он назначил её сына преемником, хотя Иван Срацимир был бы следующим по системе майората. Вопрос был решен в пользу Ивана Шишмана, поскольку был порфирородным (то есть родился после того, как его отец был коронован), что делало его подходящим преемником. К концу 1355 года Иван Шишман был провозглашён наследником престола и соправителем.
Эти события привели к конфликту с Иваном Срацимиром, которому, в свою очередь, вероятно был передан Видинский деспотат в качестве компенсации. Ещё одним косвенным свидетельством вражды является тот факт, что портрет Ивана Срацимира не включен в Четвероевангелие Ивана Александра, где была представлена вся царская семья. В 1356 году Иван Срацимир провозгласил себя царём Видина. Вместе со своим отцом и младшим братом Иваном Асеном Иван Шишман председательствовал на церковных синодах в Тырново в конце 1360-х годов.

#### Правление (1371—1388)
Иван Шишман был провозглашен царём после смерти своего отца 17 февраля 1371 года, унаследовав большую часть его владений: он правил землями между рекой Искыр и городом Силистрой, долиной Софии, частью Родопских гор и северной Фракией. На западе области, сосредоточенные вокруг Видина, признали Ивана Срацимира царём Болгарии, в то время как на востоке Добруджанский деспотат контролировал прибрежную полосу между дельтой Дуная и мысом Эмине, и его правитель Добротица с 1357 года не признавал власть правителя Тырново. Немецкий хронист и путешественник Иоганн Шильтбергер прямо говорил, что сразу три государства называли себя Болгарией. В то же время Иван Шишман в своих царских хартиях называл себя главным царём в попытке подчеркнуть существование иерархии среди трёх правителей Болгарии. Однако эта иерархия осталась только на бумаге; для утверждения своей независимости Иван Срацимир и Добротица отделили свои епархии от Болгарского патриархата в Тырново. Согласно историку Джону Файну, сразу после смерти Ивана Александра Иван Срацимир попытался завоевать всю Болгарию. Он смог захватить Софию и удерживал город в один или два года. Соперничество между двумя братьями за Софию имело сильную традицию в болгарской историографии со времен Константина Иречека, но многие современные болгарские историки его отвергают.
Всего через несколько месяцев после восшествия Ивана Шишмана на престол, 26 сентября 1371 года, турки-османы в битве при Марице разгромили крупную христианскую армию во главе с сербскими братьями Вукашином Мрнявчевичем и Йованом Углешей. Хотя Углеша пытался создать широкую коалицию, в которую вошла бы Болгария, Иван Шишман, которому необходимо было укрепить свою собственную власть, не присоединился к ней. После победы турки немедленно ополчились на Болгарию. Османский султан Мурад I вынудил Ивана Шишмана отступить к северу от Балканских гор и завоевал северную Фракию, Родопы, Костенец, Ихтиман и Самоков. Не в силах противостоять нападениям, Иван Шишман был вынужден вступить в переговоры в 1373 году. Он был вынужден стать вассалом Османской империи и выдать свою сестру Кере Тамару за Мурада I. В соответствии с этим соглашением Болгария вернула себе некоторые территории, такие как Ихтиман и Самоков, и начался почти десятилетний период мира. Несмотря на вассалитет и мирный договор, османские набеги возобновились в начале 1380-х годов и достигли кульминации в 1385 году падением Софии (точный год неизвестен. Историки выдвигают 1382 или 1385 год), последнего оплота Ивана Шишмана к югу от Балканских гор..

#### Падение Болгарии
В 1386/1387/1388 голу объединённая армия Моравской Сербии и Королевства Босния победила османов в битве при Плочнике. Воодушевленный успехом христиан, Иван Шишман отказался от вассалитета и отказался посылать войска Мураду I в 1388 году. В ответ турки отправили на север Балканских гор 30-тыс. войско под командованием великого визиря Чандарлы Али-паши. Османские войска захватили крепости Шумен, Мадара, Венчан и Овеч. Иван Шишман покинул Тырново и направился в Никополь, где был осажден и вынужден просить мира. Османы потребовали, чтобы он подтвердил свою вассальную зависимость в дополнение к сдаче Силистры — в то время самого густонаселенного болгарского города на Дунае. Однако Иван Шишман, получивший заверения соседних государств в том, что он получит поддержку, а Сербия готовится к участию в войне, не только отказался впустить османов в город, но и укрепил его стены. Али-паша во второй раз пересек Балканские горы, чтобы последовательно захватить Шумен, Червен, Свиштов и вновь осадить Никополь. Удивленный быстрым ответом османов и не получив обещанной помощи, царь был вынужден просить мира. Его мольбы были приняты, но условия были жестче первоначальных: должна была быть сдана не только Силистра, но османские гарнизоны должны были быть размещены в других болгарских городах, в первую очередь в Шумене и Овече.
После поражения сербов и боснийцев в битве на Косовом поле 15 июня 1389 года Ивану Шишману пришлось обратиться за помощью к Венгрии. Зимой 1391—1392 годов он вступил в тайные переговоры с королем Венгрии Сигизмундом, который планировал поход против турок. Новый османский султан Баязид I притворился, что у него мирные намерения, чтобы отрезать Ивана Шишмана от его союза с венграми. Однако весной 1393 года Баязид собрал большую армию из своих владений на Балканах и в Малой Азии и напал на Болгарию. Османы двинулись маршем к столице Тырново и осадили её. Обороной столицы руководил патриарх Евфимий, поскольку Иван Шишман находился в Никополе, предположительно для лучшей связи с Сигизмундом. После трехмесячной осады Тырново пало 17 июля. Согласно современнику тех событий и болгарскому ученому и священнослужителю Григорию Цамблаку город был взят благодаря измене. Османский поход опустошил Болгарию; после этого владения Ивана Шишмана были ограничены Никополем и несколькими городами вдоль Дуная. По отступления из Валахии после поражения при Ровине в 1395 году Баязид I атаковал и захватил Никополь и, согласно Анонимной болгарской хронике, убил Ивана Шишмана 3 июня 1395 года. Византийская хроника называет дату 29 октября. Однако некоторые источники предполагают, что болгарский правитель был схвачен и умер в тюрьме.
Тем временем Иван Шишман был вовлечен в войну против воеводы Валахии Дана I между 1384 и 1386 годами. Подробностей об этой войне немного, только краткая заметка в Болгарской анонимной хронике о том, что Дан I умер 23 сентября 1386 года после отравления. Война была связана с войной между Иваном Шишманом и Иваном Срацимиром (дядей Дана I), который пользовался поддержкой валашских правителей и был женат на Анне Бесараб.
Ещё при жизни отца (ок. 1356) был коронован как соправитель, что привело к ухудшению отношений с его братом Иоанном-Срацимиром, который, будучи правителем Видинской области, стал обособляться от Тырновского царства и превратился в независимого правителя. После смерти отца правил Тырновским царством: одним из двух царств, на которые разделилась Болгария. Тырновское царство состояло из столицы Тырново и восточной Болгарии, с остававшейся за ней частью Фракии. Его брат, царь Иоанн-Срацимир, владел Видинским царством (столица город Видин и западная Болгария).
В самом начале его правления, в 1371—1372, Болгария подверглась нападению турок, но Иоанн-Шишман сумел спастись уступкой части своих владений. После этого вел почти постоянную войну с турками: c 1371 по 1378 — в районе Фракии и Софии, c 1381 по 1386 — снова в области Софии, в 1388—1389 в восточной части своих владений, с 1391 по 1393 — также в восточной части владений, но уже вместе со своим вассалом и родственником влашским князем Мирчей Старым. В 1393—1394 турки взяли столицу царства, Тырново, а затем в 1395 и последнюю столицу, город Никопол, низложив Иоанна-Шишмана.